# Larry Gordon (Footballspieler)
Larry Wayne Gordon (* 8. Juli 1954 in Monroe, Louisiana; † 25. Juni 1983 in Phoenix, Arizona) war ein US-amerikanischer American-Football-Spieler auf der Position des Linebackers. Er spielte sieben Jahre lang – bis zu seinem Tod – für die Miami Dolphins in der National Football League (NFL).

## Leben
Larry Gordon spielte College Football an der Arizona State University. Für die Sun Devils erzielte er in der Saison 1974 131 Tackles und 1975 150 Tackles.
Die Miami Dolphins wählten Gordon im NFL Draft 1976 in der ersten Runde als 17. Spieler aus. Bereits in seiner ersten Saison bestritt er alle Spiele von Beginn an als Starter.
Gordon brach am 25. Juni 1983 beim Jogging in der Wüste bei Laveen, Arizona aufgrund einer seltenen Herzkrankheit zusammen und starb etwa eine Stunde später in einem Krankenhaus in Phoenix. Er hinterließ eine Frau und zwei Kinder.
Gordons Bruder Ira Gordon spielte ebenfalls in der NFL: sechs Jahre als Guard für die San Diego Chargers.